# Комаровский, Василий Алексеевич
Граф Васи́лий Алексе́евич Комаро́вский (21 марта [2 апреля] 1881, Москва, Российская империя — 8 [21] сентября 1914, там же) — русский поэт Серебряного века из рода Комаровских.

## Жизнь
Потомок высокопоставленных генералов Евграфа Комаровского, Петра Горчакова и Павла Глазова, Василий Комаровский родился в Москве в семье графа Алексея Егоровича Комаровского, хранителя Оружейной палаты. Мать, Александра Васильевна (урождённая Безобразова), страдала тяжёлой формой эпилепсии (последние 20 лет жизни, до самой своей смерти в 1904 году она провела в психиатрической лечебнице); болезнь унаследовал и её сын.
Детство провёл у деда, Василия Григорьевича Безобразова (1833–1918), в имении Ракша Моршанского уезда Тамбовской губернии, воспетом в длинном стихотворении «Ракша». Получил домашнее воспитание, знал несколько языков, свободно владел французским и древнегреческим языками; с 1897 года жил в Царском Селе в доме своей тётушки Любови Егоровны, на Магазейной улице. В августе 1899 года Василий вернулся в Москву и был зачислен приходящим воспитанником в Московский императорский лицей, который окончил 1 июня 1900 года. По воспоминаниям, «он был громадного роста, широкоплечий, полнолицый; жесты — они у него были особенные, широкие, рука двигалась от плеча».
Поступил на юридический факультет Санкт-Петербургского университета, летом 1901 года лечился в Германии, осенью перевёлся на историко-филологический факультет, но сразу же уехал на лечение в клинику в Швейцарию. В дальнейшем Комаровский несколько раз лечился в российских и зарубежных клиниках; был вынужден покинуть университет в 1906 году, не окончив курса.
Интересовался историей своего рода, был хранителем и издателем некоторых документов семейного архива, находился в переписке со многими историками литературы и пушкинистами. Занимался историей живописи, составил искусствоведческий указатель художников Европы XIII—XVIII веков. В 1913 г. приехал в Петербург, чтобы бывать в типографии издательства «Сириус», где готовилась к публикации его «Таблица главных живописцев Европы с 1200 г. по 1800 г.» и «Указатель к таблице…» (издан посмертно в 1915 году).
В начале 1914 г. жил на Каменном острове. Умер через месяц после начала Первой мировой войны, как писал Пунин — «от паралича сердца в припадке буйного помешательства»; Ахматова много позднее утверждала, что он «покончил с собой осенью 1914 в сумасшедшем доме». Был похоронен в Москве на кладбище Донского монастыря; могила его не сохранилась.

## Творчество

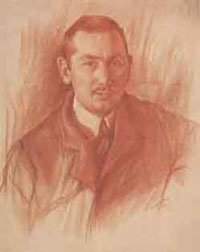
Портрет В. А. Комаровского работы О. Делла-Вос-Кардовской (1911)

Самое раннее из известных стихотворений Комаровского относится к 1903 году.
Осенью 1908 года на квартире супругов Кардовских в Царском Селе он познакомился с Николаем Гумилёвым, а позднее — с Анной Ахматовой. Позже среди знакомых Комаровского появятся Н. Пунин, С. Маковский, А. Скалдин, Н. Врангель и др. Многое в его творчестве оказалось созвучно поискам акмеистов; в их кругу творчество Комаровского очень высоко ценилось (Ахматова говорила уже в 1930-е годы: «Знать Комаровского — это марка»). Обнаруживается и прямое влияние, вплоть до текстуальных перекличек, стихов Комаровского на творчество Ахматовой и, особенно, Мандельштама.
Для стихов Комаровского характерна чёткость формы, глубокий трагизм, отсылающие к традициям классической лирики образы Царского Села и Италии. Значительное влияние на него оказала поэзия Иннокентия Анненского и через него — французские «проклятые поэты». Воображаемому путешествию в Италию он посвятил самый известный свой цикл стихотворений, по поводу которого Т. В. Цивьян недоумевает:
Кто, прочитав этот путевой дневник, заподозрит, что свою столь живо воспринятую, изъезженную и исхоженную Италию Комаровский никогда не видел, и что путешествие его воображаемое, «мечта»?
В ноябре 1911 года в Литературном альманахе «Аполлона» появилась первая публикация стихов и прозы Комаровского — пять стихотворений и рассказ «Sabinula», подписанные псевдонимом «Incitatus». А через два года, в октябре 1913 года, тиражом 450 экземпляров в Петербурге вышла единственная книга стихов и переводов Комаровского: «Первая пристань». Один из отделов книги состоял из переводов: «Путешествия» Бодлера и «Оды к греческой вазе» Китса.
Ряд его стихотворений был напечатан в журнале «Аполлон» посмертно; многое не сохранилось (в том числе роман «До Цусимы» из жизни светского общества, отрывки из которого автор читал Гумилёву и Ахматовой). В 1920-е годы заметную роль в привлечении внимания к творчеству Комаровского и публикации его посмертного наследия сыграл Д. П. Святополк-Мирский. Мирский хранил значительную часть архива Комаровского, которую утратил во время Гражданской войны.
Творчество Комаровского вновь стало изучаться в 1970-е годы; появились посвящённые его творчеству работы, в частности, В. Н. Топорова и Т. Венцлова. Д. П. Святополк-Мирский хотя и не включил Комаровского в свою антологию о русской лирике, отзывался о нём с восхищением: «прекрасный поэт, близкий к символистам, сулящий большие радости тому, кто его откроет».